# Hrabstwo Randolph (Karolina Północna)
Hrabstwo Randolph (ang. Randolph County) – hrabstwo w stanie Karolina Północna w Stanach Zjednoczonych.

## Geografia
Według spisu z 2000 roku obszar całkowity hrabstwa obejmuje powierzchnię 790 mil2 (2046,09 km²), z czego 787 mil2 (2038,32 km²) stanowią lądy, a 3 mile2 (7,77 km²) stanowią wody. Według szacunków United States Census Bureau w roku 2012 miało 142 466 mieszkańców. Jego siedzibą administracyjną jest Asheboro.

### Miasta
- Asheboro
- Franklinville
- Liberty
- Randleman
- Ramseur
- Seagrove
- Staley
- Trinity